# هیس دل کیادو
هیس دل کیادو دهستانی در استان آبیلای اسپانیا است.
در این دهستان ۴۴ نفر زندگی می‌کنند. مساحت این دهستان ۹٫۷۴ کیلومتر مربع است.